# Epthianura aurifrons
Eptianuro-laranja ou pica-mel-alaranjado (Epthianura aurifrons) é uma espécie de ave da família Meliphagidae.
É endémica da Austrália.